# Kahaono montana
Kahaono montana är en insektsart som beskrevs av Evans 1966. Kahaono montana ingår i släktet Kahaono och familjen dvärgstritar. Inga underarter finns listade i Catalogue of Life.